# Un dia a Europa
Un dia a Europa  (títol original:  One Day in Europe) és una pel·lícula de 2005 dirigida per Hannes Stöhr. La pel·lícula va ser nominada al premi Os d'Or al Festival Internacional de Cinema de Berlín 2005. Ha estat doblada al català.

## Argument
Un dia a Europa consisteix en quatre històries sobre un malentès de comunicació que té lloc en un dia en quatre ciutats (Berlín, Istanbul, Moscou i Santiago de Compostel·la). El partit de Lliga dels Campions entre Galatasaray i Deportivo La Coruña que té lloc a Moscou aquell dia particular només empitjora el problema.
La pel·lícula mostra com quatre turistes en quatre llocs interaccionen amb la policia local després de ser robats o escenificant un robatori amb la intenció de tenir un informe policial per reclamar l'assegurança. El partit de futbol de fet juga una funció silenciosa en la pel·lícula que mostra com els policies estan absorts en el joc i tenen poca cura per les pèrdues dels turistes.

## Repartiment
- Megan Gai: Kate (Episodi Moskau)
- Lyudmila Tsvetkova: Elena (Episodi Moskau)
- Andrey Sokolov: Andrej (Episodi Moskau)
- Oleg Assadulin: Agent asiàtic (Episodi Moskau)
- Vita Saval: Agent femení (Episodi Moskau)
- Nikolai Svechnikov: Agent Highranking, Moscou
- Luis Tosar: Afeccionat Deportivo
- Boris Arquier: Claude (Episodi Berlín)
- Florian Lukas: Rokko (Episodi Istanbul)
- Erdal Yildiz: Celal (Episodi Istanbul)
- Nuray Sahin: Agent femení, Istanbul
- Ahmet Mümtaz Taylan: Agent Highranking, Istanbul

## Rebuda
- Premis 2005: Festival de Berlín: Secció oficial de llargmetratges
- Crítica: "Irregular pel·lícula (...) excessiu recurs del lloc comú, la qual cosa acaba infestada de tòpics i unes històries que no acaben de sorprendre després de punts de partida més o menys interessants."[3]